# ツツドリ
ツツドリ（筒鳥、学名：Cuculus saturatus）は、カッコウ目カッコウ科に分類される鳥類の1種。東南アジアからシベリアにかけて分布する渡り鳥である。カッコウやホトトギスに近縁で、同様に托卵の習性を持つ。

## 名称
繁殖期のオスの「ポポ、ポポ」という鳴き声が筒を叩くような響きであり、和名はここに由来する。中国語ではホトトギス、カッコウとの大きさの比較から「中杜鵑」と称されるが、オスの鳴き声による「蓬蓬鳥」という俗称もある。

## 形態
全長約33cmで、ホトトギスとカッコウの中間、キジバトくらいの大きさである。体型はカッコウなどと同じくスマートだが、体色がやや濃く、虹彩が茶色っぽい。また、メス成鳥には背中側全体が赤褐色の地に黒い横しまを呈した「赤色型」も存在する。

## 分布
シベリアから中国南部、ヒマラヤ地方で繁殖し、東南アジアからオーストラリア北部にかけての地域で越冬する。ただしマレー半島からボルネオ島にかけては渡りをしない個体群もいる。日本には夏鳥として渡来し、四国以北で繁殖する。

## 生態
平地から山地の森林内に単独で生息するため姿を見る機会は少ないが、渡りの時期には都市公園などにも姿を現す。樹上の昆虫類を捕食し、特にケムシを好む。地鳴きやメスの鳴き声は「ピピピ…」と聞こえるが、繁殖期のオスは「ポポ、ポポ」と繰り返し鳴く。
他のカッコウ科の鳥類と同様に自分で卵や雛の世話をせず、森林内で繁殖するウグイス科の鳥類に托卵する。日本では特にセンダイムシクイ Phylloscopus coronatus への托卵が多い。そのほかに、メボソムシクイ・ヤブサメ・メジロ・キビタキ・オオルリ・サンコウチョウ・ウグイス・ホオアカ・ノジコ・アオジ・モズ・ビンズイに托卵した例が報告されている。

## 卵の色
白色または淡褐色の地に、褐色と淡紫色の小斑点が散在する卵を産む。しかし、赤い卵を産むホトトギスのほとんどいない北海道中央部以北では、ウグイスの卵に似た赤い卵を産むことが報告されている。